# Settsu (couraçado)
O Settsu (摂津) foi um navio couraçado operado pela Marinha Imperial Japonesa e a segunda embarcação da Classe Kawachi, depois do Kawachi. Sua construção começou em janeiro de 1909 no Arsenal Naval de Kure e foi lançado ao mar em março de 1911, sendo comissionado na frota japonesa em julho do ano seguinte. Era armado com uma bateria principal de doze canhões de 305 milímetros montados em seis torres de artilharia duplas, possuía deslocamento de mais de 21 mil toneladas e conseguia alcançar uma velocidade máxima de 21 nós (39 quilômetros por hora).
O Settsu passou seus primeiros anos de serviço realizando exercícios de treinamento e patrulhas próximo da China. Participou de uma única operação durante a Primeira Guerra Mundial, bombardeando fortificações alemães junto com o Kawachi em outubro e novembro de 1914 durante o Cerco de Tsingtao. Pelo restante do conflito o navio permaneceu na maior parte do tempo junto com a Primeira Esquadra. No pós-guerra ele tomou parte principalmente de funções cerimoniais, atuando como a capitânia do imperador Taishō em revistas navais em 1918 e 1919.
Foi tirado de serviço em 1919 e desarmado em 1922 de acordo com o Tratado Naval de Washington. Foi convertido em um navio alvo em 1924 e desempenhou um pequeno papel da Segunda Guerra Sino-Japonesa em 1937. O Settsu foi usado no início da Segunda Guerra Mundial em uma tentativa de enganar os Aliados sobre as localizações e atividades dos porta-aviões japoneses. Ele retornou para sua função de navio alvo pelo restante do conflito e foi seriamente danificado em julho de 1945 por ataques aéreos norte-americanos, sendo desmontado depois da guerra.